# Rahu (graha)
Rahu – północny węzeł księżycowy, planeta w systemie astrologicznym dźjotisz. 
W astrologii wedyjskiej odpowiada ósmej planecie, uważanej za sprawcę zaćmień Słońca i Księżyca. Ruch tej niewidocznej planety jest zawsze wsteczny. 

## Mitologia
Ponieważ Rahu stał się nieśmiertelny, Brahma uznał go za jedną z graha (Sanskryt: ग्रह), bóstw astralnych, czyli planet, takich jak Księżyc i Słońce. Do dzisiaj w zemście wraz z Ketu, zakłócają Słońce i Księżyc zakrywając ich blask podczas zaćmień.